# Anaerocolumna sedimenticola
Anaerocolumna sedimenticola es una especie de bacteria grampositiva del género Anaerocolumna. Fue descrita en el año 2022. Se etimología hace referencia a sedimentos. Es anaerobia estricta. Tiene un tamaño de 0,5-1,0 μm de ancho por 4-4,5 μm de largo. Catalasa y oxidasa negativas. Forma colonias circulares, convexas y de color marfil. Temperatura de crecimiento entre 25-40 °C, óptima de 37 °C. Se ha aislado del sedimento del río Geum, Corea del Sur. 